# Iglesia de Nuestra Señora de Lourdes (Caracas)
La Iglesia Nuestra Señora de Lourdes es un templo de estilo neogótico ubicado en la avenida San Martín en la ciudad de Caracas. Es uno de los pocos templos neogóticos de la ciudad y del país.
- Datos: Q118152044
- Multimedia: Iglesia Nuestra Señora de Lourdes (Caracas) / Q118152044